# Румен Стоянов (футболист, р. 1968)
Вижте пояснителната страница за други личности с името Румен Стоянов.
Румен Стоянов (роден на 19 септември 1968 г.) е бивш български футболист, младежки национал на България, нападател, понастоящем треньор. Ръководител на детско-юношеската школа на ФК Сливнишки герой (Сливница).
Старши треньор на отбора на Футболисти без договори, формация на Асоциацията на българските футболисти.

## Биография
Израства във футболната школа на ЦСКА, като преминава през всички гарнитури, преди да се присъедини към първия състав на отбола, воден от старши треньора Димитър Пенев от 1986 до 1990, като има и един полусезон под наем в Спартак Плевен. Преминава в Добруджа през 1991. Следват Левски София през 1992, Етър Велико Търново през 1992, Добруджа Добрич през 1993, Рот Вайс Германия през 1994, Беласица Петрич от 1997 до 1998, Кремиковци през 1999, Марек Дупница през 1999, Септември София през 2000. Трикратен шампион на България през 1986/87; 1988/89; 1989/90, двукратен носител на Съветската армия през 1988/89; 1989/90, трикратен носител на купата на Народна република България през 1986/87; 1987/88; 1988/89, носител на Суперкупата на България през 1989, всички с ЦСКА.
Старши треньор на Монтана през 2007, Миньор Бобов Дол от 2008 до 2009, Свиленград от 2009 до 2010, Марек Дупница от 2012 до 2013, Академик Свищов от 2013 до 2014. Старши треньор на отбора на Футболисти без договори, формация на Асоциацията на българските футболисти. Ръководител на детско-юношеската школа на Сливнишки герой Сливница от 2014.

## Успехи

### Като футболист
ЦСКА (София)
- Шампион на България (3): 1986/87, 1988/89, 1989/90

Левски (София)
- Шампион на България: 1992/93

### Като треньор
Свиленград
- Промоция в Б група: 2006/07